# Torneig de les Sis Nacions 2002
El Torneig de les Sis Nacions 2002 va ser la tercera edició del Torneig de les Sis Nacions. Si s'inclouen les anteriors edicions del Quatre Nacions i Cinc Nacions, aquesta va ser la 108a edició d'aquest històric campionat de l'Hemisferi Nord. El torneig anual el va guanyar França, que va aconseguir el gran slam.

## Classificació
| Lloc | Selecció   | Partits | Partits  | Partits  | Partits | Punts   | Punts     | Punts | Punts   | Taula de punts |
| Lloc | Selecció   | Jugats  | Guanyats | Empatats | Perduts | A favor | En contra | dif.  | assajos | Taula de punts |
| ---- | ---------- | ------- | -------- | -------- | ------- | ------- | --------- | ----- | ------- | -------------- |
| 1    | França     | 5       | 5        | 0        | 0       | 156     | 75        | +81   | 15      | 10             |
| 2    | Anglaterra | 5       | 4        | 0        | 1       | 184     | 53        | +131  | 23      | 8              |
| 3    | Irlanda    | 5       | 3        | 0        | 2       | 145     | 138       | +7    | 16      | 6              |
| 4    | Escòcia    | 5       | 2        | 0        | 3       | 91      | 128       | -37   | 6       | 4              |
| 5    | Gal·les    | 5       | 1        | 0        | 4       | 119     | 188       | -69   | 11      | 2              |
| 6    | Itàlia     | 5       | 0        | 0        | 5       | 70      | 183       | -113  | 4       | 0              |

## Resultats

### Jornada 1
| Escòcia   | 3 – 29 | Anglaterra                                                                  | 2 de febrer 2002 - Murrayfield, Edimburg · Àrbitre: Steve Walsh |
| CC: Hodge |        | Assaigs: Robinson (2), Tindall, Cohen Con: Wilkinson, Hodgson CC: Wilkinson | 2 de febrer 2002 - Murrayfield, Edimburg · Àrbitre: Steve Walsh |

| França                                                  | 33 – 12 | Itàlia            | 2 de febrer 2002 - Stade de France, París Assistència: 62.000 espectadors |
| Assaigs: Traille, Betsen Con: Merceron CC: Merceron (7) |         | CC: Domínguez (4) | 2 de febrer 2002 - Stade de France, París Assistència: 62.000 espectadors |

| Irlanda                                                                                              | 54 – 10 | Gal·les                                     | 3 de febrer 2002 - Lansdowne Road, Dublín · Assistència: 49.000 espectadors · Àrbitre: Pablo de Luca |
| Assaigs: Murphy (2), O'Connell, Hickie, Gleeson, O'Gara Con: Humphreys, O'Gara (2) CC: Humphreys (6) |         | Assaig: S. Jones Con: S. Jones CC: S. Jones | 3 de febrer 2002 - Lansdowne Road, Dublín · Assistència: 49.000 espectadors · Àrbitre: Pablo de Luca |

### Jornada 2
| Gal·les                                                                     | 33 – 37 | França                                                                                  | 16 de febrer 2002 - Millennium Stadium, Cardiff · Assistència: 73.500 espectadors · Àrbitre: David McHugh |
| Assaigs: C. Quinnell, K. Morgan, Budgett Con: S. Jones (3) CC: S. Jones (4) |         | Assaigs: Marsh (2), Rougerie Con: Merceron (2) CC: Merceron (4), Traille Drop: Merceron | 16 de febrer 2002 - Millennium Stadium, Cardiff · Assistència: 73.500 espectadors · Àrbitre: David McHugh |

| Anglaterra                                                                              | 45 – 11 | Irlanda                           | 16 de febrer 2002 - Twickenham Stadium, Londres |
| Assaigs: Greenwood (2), Wilkinson, Cohen, Worsley, Kay Con: Wilkinson (6) CC: Wilkinson |         | Assaigs: O'Gara CC: Humphreys (2) | 16 de febrer 2002 - Twickenham Stadium, Londres |

| Itàlia            | 12 – 29 | Escòcia                                               | 16 de febrer 2002 - Stadio Flaminio, Roma · Àrbitre: Kelvin Deaker |
| CC: Domínguez (4) |         | Assaigs: Townsend, Laney Con: Laney (2) CC: Laney (5) | 16 de febrer 2002 - Stadio Flaminio, Roma · Àrbitre: Kelvin Deaker |

### Jornada 3
| Irlanda                                                                                | 43 – 22 | Escòcia                                  | 2 de març 2002 - Lansdowne Road, Dublín · Àrbitre: Nigel Whitehouse |
| Assaigs: O'Driscoll (3), Horgan, Easterby Con: Humphreys (2), O'Gara CC: Humphreys (4) |         | Assaigs: Leslie Con: Laney CC: Laney (5) | 2 de març 2002 - Lansdowne Road, Dublín · Àrbitre: Nigel Whitehouse |

| Gal·les                                                                                         | 44 – 20 | Itàlia                                                         | 2 de març 2002 - Millennium Stadium, Cardiff · Àrbitre: Chris White |
| Assaigs: C. Morgan, James, R. Williams, S. Quinnell, Marinos Con: S. Jones (5) CC: S. Jones (3) |         | Assaigs: Checchinato, Mazzariol Con: Pez, Peens CC: Pez, Peens | 2 de març 2002 - Millennium Stadium, Cardiff · Àrbitre: Chris White |

| França                                                             | 20 – 15 | Anglaterra                                            | 2 de març 2002 - Stade de France, París · Assistència: 79.500 espectadors · Àrbitre: Andre Watson |
| Assaigs: Merceron, Harinordoquy Con: Merceron (2) CC: Merceron (2) |         | Assaigs: Robinson, Cohen Con: Wilkinson CC: Wilkinson | 2 de març 2002 - Stade de France, París · Assistència: 79.500 espectadors · Àrbitre: Andre Watson |

### Jornada 4
| Escòcia                               | 10 – 22 | França                                                     | 23 de març 2002 - Murrayfield, Edimburg · Assistència: 62.500 espectadors · Àrbitre: Alain Rolland |
| Assaigs: Redpath Con: Laney CC: Laney |         | Assaigs: Marsh (2), Galthié Con: Merceron (2) CC: Merceron | 23 de març 2002 - Murrayfield, Edimburg · Assistència: 62.500 espectadors · Àrbitre: Alain Rolland |

| Anglaterra                                                                                              | 50 – 10 | Gal·les                                | 23 de març 2002 - Twickenham, Londres · Assistència: 75.000 espectadors · Àrbitre: Andrew Cole |
| Assaigs: Luger (2), Greenwood, Wilkinson, Stimpson Con: Wilkinson (5) CC: Wilkinson (4) Drop: Wilkinson |         | Assaigs: Harris Con: Harris CC: Harris | 23 de març 2002 - Twickenham, Londres · Assistència: 75.000 espectadors · Àrbitre: Andrew Cole |

| Irlanda                                              | 32 – 17 | Itàlia                                                         | 23 de març 2002 - Lansdowne Road, Dublín · Àrbitre: Rob Dickson |
| Assaigs: Kelly (2), Hickie CC: Humphreys (4), O'Gara |         | Assaigs: Ma. Bergamasco, De Carli Con: Dominguez (2) CC: Peens | 23 de març 2002 - Lansdowne Road, Dublín · Àrbitre: Rob Dickson |

### Jornada 5
| França                                                                               | 44 – 5 | Irlanda   | 29 de març 2002 - Stade de France, París · Assistència: 78.000 espectadors · Àrbitre: Paddy O'Brien |
| Assaigs: Betsen (2), Brusque (2), Rougerie Con: Merceron (2) CC: Merceron (4), Gelez |        | Try: Wood | 29 de març 2002 - Stade de France, París · Assistència: 78.000 espectadors · Àrbitre: Paddy O'Brien |

| Gal·les                                             | 22 – 27 | Escòcia                                              | 6 de abril 2002 - Millennium Stadium, Cardiff Assistència: 78.000 espectadors |
| Bandera: R. Williams Con: S. Jones CC: S. Jones (5) |         | Bandera: Bulloch (2) Con: Laney CC: Laney (4), Hodge | 6 de abril 2002 - Millennium Stadium, Cardiff Assistència: 78.000 espectadors |

| Itàlia            | 9 – 45 | Anglaterra                                                                                          | 7 de abril 2002 - Stadio Flaminio, Roma · Àrbitre: Mark Lawrence |
| CC: Dominguez (3) |        | Bandera: Greenwood (2), Cohen, Robinson, Dallaglio, Healey Con: Wilkinson (5), Dawson CC: Wilkinson | 7 de abril 2002 - Stadio Flaminio, Roma · Àrbitre: Mark Lawrence |